# Typ 5 Ke-Ho
Typ 5 Ke-Ho (japonsky 五式軽戦車 ケホ , Go-šiki kejsenša Keho) byl prototyp lehkého tanku vyvinutý Japonskou císařskou armádou na konci druhé světové války. Pro nedostatek materiálu se ale nedostal do výroby.

## Konstrukce
Typ 5 Ke-Ho měl pancíř tloušťky až 20 mm a nový větší motor, díky čemuž vážil 10 tun. Tank byl osazen dělem Typ 1 ráže 47 mm, což bylo oproti existujícím japonským lehkým tankům vylepšení. Věž pro dva byla založena na předchozích konstrukčních zkušenostech s Typem 1 Či-He. Poháněn byl vzduchem chlazeným dieselovým motorem Typ 100 poskytujícím 150 hp (110 kW). To stačilo na maximální rychlost 50 km/h. Palivová nádrž měla kapacitu 130 litrů. Podrobnosti ohledně konstrukce motoru jsou stále neznámé. Jedna teorie naznačuje, že šlo o vylepšenou verzi motoru Chiyoda EC vyrobenou v Tokyo Gas and Electronics Industry v roce 1937.